# Mesorhaga pilosa
Mesorhaga pilosa är en tvåvingeart som beskrevs av Negrobov 1979. Mesorhaga pilosa ingår i släktet Mesorhaga och familjen styltflugor. Inga underarter finns listade i Catalogue of Life.